# Coptocercus sulciscapus
Coptocercus sulciscapus là một loài bọ cánh cứng trong họ Cerambycidae.